# Baraggan Louisenbairn
Barragan Ruizenban (バラガン・ルイゼンバーン Barragan Ruizenbān?) (Seiyū: Shōzō Iizuka) es un personaje de la serie del manga y anime Bleach creado por Tite Kubo. Es un Arrancar del ejército de Sōsuke Aizen, un Espada, para ser precisos, los Arrancar más poderosos. 

## Perfil
Baraggan es un Arrancar de aspecto anciano y avejentado, posee una gran estatura y un musculoso y corpulento cuerpo. Su cara está surcada por grandes cicatrices, una de ellas incluso le alcanza su ojo derecho, al parecer inservible. Posee un enorme mostacho blanco y un cabello de igual color y escasa longitud. Los restos de su máscara hollow se sitúan en la parte superior de la cabeza y le cubren cual una corona puntiaguda la frente y las sienes. Viste el hakama blanco característico de los Arrancar en la parte inferior, en la superior posee una chaqueta corta que deja al descubierto sus brazos y que posee adornos negros en el cuello de la misma, debajo porta una camisa ajustada blanca y lleva diversos adornos ornamentales en las muñecas y la parte inferior del hakama.Antes de su arrancarización a manos de Aizen y el Hōgyoku, Baraggan siendo aún un Hollow conservaba la misma apariencia que posee en su estado liberado, con la diferencia de que su corona presenta cambios drásticos por una igual de enjoyada con cuatro extensiones redondeadas en lugar de la docena de extensiones puntiagudas que posee en su forma liberada.
Su personalidad es seria y arrogante al mismo tiempo, le gusta imponer su autoridad y parece gozar de gran respeto entre sus semejantes. No le importa incluso criticar las decisiones de su líder Sōsuke Aizen ni de tomar el mando en su lugar si este se encuentra impedido. Posee una capacidad de liderazgo muy acusada que le lleva a tomar decisiones y analizar las situaciones con serenidad y rapidez al mismo tiempo. Debido al gran poder que posee, Baraggan puede llegar a desarrollar un lado megalómano de sí mismo en el cual se considera un Dios que debe ser venerado y respetado por todos los seres vivientes sean humanos, Shinigamis, Hollows e incluso otros Arrancar.

## Historia

### Pasado
Tiempo antes de convertirse en Espada, Baraggan era el indiscutible Rey del Hueco Mundo y el gobernante original de Las Noches, que por aquel entonces no era una enorme fortaleza, sino un desolado recinto abierto al aire libre cuyo único techo posible era el cielo nocturno. Reinando sobre una corte de Hollows, su aburrimiento no dejaba de aumentar al no tener nada que hacer, ningún enemigo al que derrotar o conquistar. Sus ejércitos carecían de toda utilidad, al estar esperando una invasión de fuerzas externas que no se producía. En un momento en que el hastío de Baraggan llegaba a tales extremos que comenzaba a plantearse la idea de dividir a su ejército en dos facciones y ponerlas a pelear entre sí, llegan a su presencia Sōsuke Aizen, Gin Ichimaru y Kaname Tōsen, quienes acaban con un par de súbditos de Baraggan antes de que Aizen le pregunte si él es en verdad el Rey del Hueco Mundo. Baraggan confirma este hecho y les pregunta si son humanos o Shinigami, puesto que parece claro que por la falta de sus máscaras no son Hollow, mas al no obtener respuesta comenta que este hecho es insignificante, puesto que su llegada logrará entrentenerle algo más.
Ante la intriga de Baraggan, Aizen desenvaina su Zanpakutō, Kyōka Suigetsu, y se la muestra mientras le pregunta si es feliz con lo que tiene en la actualidad. Dado que el Rey del Hueco Mundo se muestra confuso ante esta cuestión, Aizen le pregunta si no desea llegar aún más alto, prometiéndole más poder y un nuevo mundo si decide unirse a sus fuerzas. Baraggan interrumpe a Aizen con una siniestra carcajada, respondiéndole que no hay nadie que se encuentre por encima de él y que no hay un lugar más alto del que él ocupa en la actualidad, para después ordenar a su ejército que acabe con Aizen y sus subordinados. Mas Aizen libera su shikai y en un solo parapedo todos los súbditos de Baraggan son diezmados, sorprendiéndole enormemente y obligándole a utilizar su propia arma, Gran Caída. Al ver Aizen a Baraggan de pie dispuesto a empuñar su hacha, comenta con cierto grado de ironía que vestido de negro y en esa pose se asemeja más a un Shinigami que al Rey del Hueco Mundo, ante lo cual Baraggan se enfurece y le manda callar y afirma que le matará con sus propias manos.
Si bien por el devenir de los hechos Baraggan acabaría viéndose obligado a mostrar pleitesía a Aizen, unirse a sus fuerzas como la Segunda Espada y ceder su palacio de Las Noches para establecer en él la gigantesca base de operaciones del Shinigami traidor, siempre mantendría en su fuero interno los deseos de vengarse de aquel que le había robado su trono. El antiguo monarca se prometió a sí mismo que haría a Aizen arrepentirse de haberle dado poder y que, como único rey y dios, perseguiría a Aizen por toda la eternidad.

### Los Arrancar
Baraggan realiza apariciones cortas y en la sombra mientras los primeros Arrancar y Espada de Aizen tantean el terreno de Karakura y se enfrentan a las primeras fuerzas de avanzada de la Sociedad de Almas lideradas por Tōshirō Hitsugaya y apoyadas por el shinigami sustituto Ichigo Kurosaki.

### Hueco Mundo
Baraggan aparece después del secuestro de Orihime Inoue por parte de Ulquiorra Cifer y está en la reunión de Espada convocada por Sōsuke Aizen para informar de la incursión de Ichigo Kurosaki, Uryū Ishida y Yasutora Sado en Hueco Mundo. Baraggan toma asiento junto al Décimo Espada Yammy y al Octavo Espada Szayel Aporro Granz. Cuando Aizen da a conocer a los intrusos, el Espada los desprecia llamándolos "niños", no se pronuncia al margen de ese hecho. Posteriormente recibe la noticia de la muerte del Noveno Espada Aaroniero Arruineri a manos de la shinigami Rukia Kuchiki gracias a las habilidades de comunicación de Aaroniero y nuevamente se muestra displicente al calificar la muerte de su compañero de "patética".
El Espada se mantiene al margen mientras los intrusos libran combates con los otros Espada y también acata la orden de calma de Aizen cuando cuatro Capitanes del Gotei derrotan a los Espada cinco, siete y ocho (Nnoitra Jiruga, Zommari Le Roux y Szayel Aporro Granz). Tras llevar de vuelta a Orihime por medio de Starrk, Aizen encierra tras esto a los intrusos y a los Capitanes en Hueco Mundo cerrando sus Gargantas y se traslada a la ciudad de Karakura para crear la Ōken, cuando se encuentra con los restantes Capitanes del Gotei y comprueba que Karakura ha sido trasladada al Rukongai y se encuentran en una réplica de la misma, llama a Harribel, 
Baraggan y al propio Starrk, que aparecen junto a sus Fracciones para enfrentarse a los Capitanes.

### La Batalla por Karakura
Los Capitanes planean concentrarse en Sōsuke Aizen una vez hayan acabado con los Espada, para ello Shigekuni Yamamoto-Genryūsai libera su shikai y utiliza su técnica Jōkakū Enjō para aislar a Aizen, Gin Ichimaru y Kaname Tōsen. A pesar de esto Aizen confía en la victoria de sus Espada.
Baraggan toma la iniciativa despreciando el descuido de Aizen y toma el liderazgo de las fuerzas Arrancar, sus Fracciones le crean un trono de hueso y el Arrancar se dispone a destruir los cuatro pilares que sustentan a Karakura en la Sociedad de Almas y a la réplica en su lugar, para lo cual envía a varios y primitivos Arrancar a destruirlos, no obstante el Comandante Yamamoto ya ha enviado allí a Shūhei Hisagi, Madarame Ikkaku, Yumichika Ayasegawa e Iduru Kira, que acaban fácilmente con la amenaza. A pesar de esto el Espada envía a cuatro de sus Fracciones para acabar con las "hormigas" que guardan los pilares. Findol, Abirama y Charlotte caen inmediatamente y aunque Pō destruye un pilar y derrota a Ikkaku Madarame, el Capitán Sajin Komamura acaba con él de un solo golpe haciendo fracasar el plan del Espada, que se levanta furioso.
La verdadera batalla comienza entonces y Ggio Vega así como Nirgge Parduoc, los dos guerreros restantes de Baraggan se ofrecen para combatir en su nombre. Cuando Suì-Fēng y Marechiyo Ōmaeda acaban con estas dos últimas Fracciones, el Espada se dispone a combatir. Poco después se revela que es el Segundo Espada cuando Starrk y Harribel revelan ser el Primero y Tercera respectivamente; Suì-Fēng junto a su teniente ni siqueira logran alcanzar a un aburrido Baraggan que gracias a su control del tiempo controla el combate fácilmente y libera su zanpakuto (Arrogante) para aniquilar a sus enemigos con su habilidad Respira que consume el brazo izquierdo de la capitana, que finalmente se decide a utilizar su bankai (Jakuho Raikoben) utilizando a Marechiyo como cebo. A pesar de que el gran disparo parece surtir efecto en principio, con la llegada de Wonderweiss Margera Baraggan revela estar indemne. A pesar de esto, la llegada de los visored reanuda el combate pues Hachigen Ushoda se une a Suì-Fēng y Omaeda utilizando su kido para detenerlo mientras la capitana vuelve a dispararrle con su bankai. Herido en cuerpo y orgullo, Baraggan utiliza su Respira sobre todo lo que ve hasta alcanzar el brazo de Hachigen, que esperando esto, se lo amputa y transporta al interior del Espada, viéndose este afectado por su propia técnica, mientras desaparecía, exclamaba a Hachigen, Suì-Fēng y Omaeda:
Desafiar a un Dios...¡IMPERDONABLE, IMPERDONABLE! ¡ESTO ES IMPERDONABLE, HORMIGAS!
Después de eso lanzó su "Gran Caída" contra Aizen, viéndose éste no afectado por el arma puesto que desaparece antes de tocarlo; Baraggan desaparece totalmente después de eso.

## Poderes
Al tratarse de la Segunda Espada, Baraggan es considerado el 2.º Arrancar más poderoso del ejército de Aizen, lo que le convierte así mismo en uno de los personajes con un mayor potencial de combate de toda la serie, comparable o incluso superior al de la mayoría de los Capitanes Shinigamis. Su presión espiritual es tan grande que tanto él como los otros Espada de rango igual o superior al 4 tienen prohibido liberar sus Zanpaku-tō en el interior de Las Noches. De hecho, el solo despliegue del poder espiritual de Baraggan fue capaz de causar una onda de choque en el falso Karakura.
Hasta el momento, Baraggan ha demostrado conocer varias habilidades básicas de los Arrancar, aunque las eminentemente ofensivas como el Cero y la Bala no las ha llegado a emplear, al confiar más en su poder de envejecer todo lo que se encuentra a su alrededor. Sin embargo, sí que se le ha visto utilizar técnicas como la Garganta (黒腔（ガルガンタ, garuganta ?), literalmente "Cavidad Negra"), con la cual puede desplazarse a su antojo desde el Hueco Mundo a cualquier otro lugar, o el Sonido (響転（ソニード, sonīdo ?), literalmente "Revolución Resonante"), que le permite moverse a unas velocidades tan grandes que llega a pillar por sorpresa a Suì-Fēng, una de las Shinigamis más veloces.
- Senescencia (セネスセンシア, Senesusenshi ?): Baraggan cuenta con una técnica muy especial que entronca directamente con el aspecto de la muerte que representa, el envejecimiento, siendo esta habilidad la que lo convierte en uno de los Espada más peligrosos de todo el ejército de Aizen. La Segunda Espada es capaz de modificar el tiempo alrededor suyo, de tal forma que puede ralentizar cualquier golpe que vaya dirigido a él y así poder evitarlo, o bien acelerar la edad de todo aquello que toque. Debido a ello, los ataques físicos de Suì-Fēng y de Ōmaeda resultaron ser totalmente inútiles y también a causa de esta habilidad tan especial Baraggan pudo envejecer los huesos del brazo izquierdo de su enemiga hasta romperlos.

## Zanpakutō
Arrogante (髑髏大帝 (アロガンテ), arrogante ?, Gran Emperador Esqueleto). La forma sellada de la Zanpaku-tō de Baraggan Louisenbairn es la de una enorme hacha de doble filo de color oscuro y con una joya redonda en su punto focal. Pese a su gran tamaño, que rivaliza con el del propio Espada, su dueño la sostiene con gran soltura y la maneja con gran fuerza y destreza. Durante los primeros momentos de la Batalla de Karakura, Baraggan mantuvo oculta su Zanpaku-tō bajo la forma de un gran trono hecho por completo de huesos, desde el cual contempló las luchas de su Fracción en los pilares.

### Resurrección
Baraggan procede a la liberación de Arrogante mediante el comando de activación pudre (朽ちろ, kuchiro ?), sosteniendo su Zanpaku-tō invertida en posición vertical. Al hacerlo, la joya central del hacha se abre, dejando ver un ojo de reptil que empieza a despedir llamaradas oscuras que literalmente queman la piel, los músculos y los órganos internos de Baraggan, reduciendo su cuerpo a un esqueleto.
Aunque mantiene los dos brazaletes en sus muñecas, el resto de su indumentaria se ve modificada, al aparecer entonces cubierto de una capa oscura que oculta su cuerpo que le confieren una apariencia bastante macabra y tenebrosa además en sus pies aparecen unas botas blancas con líneas negras dando el aspecto de vendajes.
El ornamento con forma de ojo de su Zanpaku-tō sellada ahora se encuentra en su pecho, suspendido por un collar, mientras que sobre su cráneo adquiere una lujosa corona tachonada de piedras preciosas unida a una cadena de gruesos eslabones que cae por el lado izquierdo de la calavera. La cicatriz que lucía Baraggan en su aspecto sellado en su ojo derecho se mantiene, ahora con la forma de una grieta en el mismo lugar.
El simple aspecto de Baraggan liberado, que coincide con el que tenía cuando era el Rey del Hueco Mundo, es una visión tan estremecedora que es capaz de aterrorizar a sus enemigos. Además, adquiere una serie de habilidades nuevas, o mejora algunas de las que mostró antes de liberar su Zanpaku-tō, como son las siguientes:
- En su estado de resurrección, la habilidad de envejecer todo lo que toca se ve considerablemente mejorada, de tal forma que Baraggan es capaz de deteriorar todo lo que se encuentra a su alrededor sin necesidad siquiera de posar sus manos en un objetivo en concreto. Este poder no sólo afecta a los cuerpos de sus enemigos, sino también a los edificios e incluso al Kidō. No obstante, como no tardaría en descubrir Hachi, pese a poseer esta terrible habilidad, Baraggan necesita cierto tiempo para envejecer lo que se encuentra próximo a él, por lo que si recibe un ataque muy rápido y destructivo puede no ser capaz de reducir del todo sus efectos.
- Su Hierro también se ve mejorado en su forma liberada, mostrando una dureza tremenda, que incluso parece superar el Hierro de la Quinta Espada Nnoitra Gilga, ya que fue capaz de sobrevivir al bankai de Suì-Fēng y solo perder parte de su cráneo.
- Respira (死の息吹 (レスピラ), resupira ?, "Aliento de la Muerte"). Baraggan libera de su boca unas miasmas de color oscuro que provocan la aparición inmediata de los efectos de envejecimiento en todo lo que tocan. El deterioro se produce a una velocidad tal que en cuestión de segundos un Respira fue capaz de reducir a los huesos el brazo izquierdo de Suì-Fēng. Incluso aunque la Shinigami llegó a escapar de este ataque, sus efectos siguieron extendiéndose por su brazo, razón por la cual tuvo que cortárselo, se ha visto que Baraggan puede hacer envejecer edificios hasta reeducirlos a escombros o destruirlo totalmente. Baraggan puede controlar a su antojo la dirección y la velocidad del Respira, como demostró la Segunda Espada cuando persiguió a Ōmaeda, ralentizando su técnica por el simple placer de hacer sufrir a su enemigo haciendo que este "Corra por su vida".
- Gran Caída (滅亡の斧 (グラン･カイダ), guran kaida ?), literalmente "Hacha de la Perdición"). Invocando este ataque, Baraggan esgrime una enorme hacha de doble filo que previamente mantiene escondida bajo su capa. Esta nueva hacha tiene un aspecto mucho más estilizado, tétrico y oscuro que su predecesora, confiriéndole a su portador una apariencia más siniestra si cabe. La parte superior del hacha se ve coronada de una pica, y en su base tiene cuatro cadenas que están unidas al brazalete derecho de Baraggan. Al igual que hacía en su forma sellada, la Segunda Espada es capaz de manejar a Gran Caída con una sola mano. Baraggan también es capaz de lanzar el Respira por medio de su hacha, volviendo la técnica más rápida y añadida con un corte mortal.

## Fracción
Baraggan posee seis Arrancar bajo su mando directo que a su vez comandan a Arrancar imperfectos y de rango menor, todos ellos son extremadamente serviciales y no dudan en cumplir sus órdenes con un solo chasquido de dedos, estos Arrancar veneran como un dios al anciano Espada y le llaman "majestad". Sus nombres son Abirama Redder, Charlotte Cuuhlhourne, Findol Carias, Choe Neng Poww, Nirgge Parduoc y Ggio Vega.
- Datos: Q3634501